# Altivole
Altivole ist eine italienische Gemeinde (comune) mit 7077 Einwohnern (Stand 31. Dezember 2023) in der Provinz Treviso, Venetien. Die Nachbargemeinden sind Annone Veneto (VE), Cessalto, Chiarano, Gorgo al Monticano, Meduna di Livenza und San Stino di Livenza (VE).

## Kultur
Die Stadt bietet viele architektonische Sehenswürdigkeiten, viele befinden sich auf der Straße der Architektur (italienisch La strada dell’architettura), unter anderen die Tomba Brion des italienischen Architekten Carlo Scarpa, im Auftrag der Witwe des Brionvega-Gründers.

## Politik
Am 25. Mai 2014 wurde Sergio Baldin zum neuen Bürgermeister der Stadt gewählt. Vorgängerin war Silvia Rizzotti.

## Festivitäten
Jeweils am dritten Wochenende im Oktober gibt es ein Festival, welches dem Mais und Maisgerichten gewidmet ist.